# Thomas Erndl
Thomas Erndl, né le 22 juillet 1974 à Osterhofen, est un homme politique allemand, membre de l'Union chrétienne-sociale en Bavière (CSU).

## Parcours politique
Membre de la CSU depuis 1991, Erndl est élu député fédéral dans la circonscription de NOM lors des élections fédérales de septembre 2017.
Réélu lors des élections fédérales de septembre 2021, il devient vice-président de la commission des affaires étrangères du Bundestag.